# Свратка (Ждјар на Сазави)
Свратка (чеш. Svratka) град је у Чешкој Републици. Град се налази у управној јединици Височина крај, у оквиру којег припада округу Ждјар на Сазави.

## Становништво
Према подацима о броју становника из 2014. године град је имао 1.416 становника.